# Uuhijärvi
Uuhijärvi är en sjö i kommunen Suonenjoki i landskapet Norra Savolax i Finland. Sjön ligger 99,4 meter över havet. Den är 16,96 meter djup. Arean är 50 hektar och strandlinjen är 5,3 kilometer lång. Sjön  ingår i Kymmene älvs huvudavrinningsområde.   Den ligger omkring 50 kilometer sydväst om Kuopio och omkring 280 kilometer norr om Helsingfors. 
I sjön finns ön Kalmasaari. 